# Galeodes belutschistanus
Galeodes belutschistanus es una especie de arácnido  del orden Solifugae de la familia Galeodidae.

## Distribución geográfica
Se encuentra en Afganistán y Pakistán.